# Živá kationtová polymerizace
Živá kationtová polymerizace je druh živé polymerizace, při které se řetězec polymeru prodlužuje prostřednictvím kationtů. Umožňuje tvorbu polymerů s malým rozptylem molárních hmotností a/nebo neobvyklými strukturami, jako jsou hvězdicové a blokové kopolymery; živé kationtové polymerizace tak mají význam v průmyslové i akademické oblasti.

## Průběh
Karbokationtové polymerizace mají jako aktivní částice karbokationty v blízkosti protiiontů. Základními reakčními kroky jsou:
- iniciace

A+B− + H2C=CHR → A-CH2-RHC+----B−
- propagace:

A-CH2-RHC+----B− + H2C=CHR → A-(CH2-RHC)n-CH2-RHC+----B−
- terminace:

A-(CH2-RHC)n-CH2-RHC+----B− → A-(CH2-RHC)n-CH2-RHC-B
- přenos řetězce:

A-(CH2-RHC)n-CH2-RHC+----B− → A-(CH2-RHC)n-CH2=CR H+B−
Živé kationtové polymerizace se vyznačují řiditelnou iniciací a propagací s malým podílem vedlejších reakcí při terminaci a přenosu řetězce. K přenosu a terminaci dochází, ale v ideálních případech jsou aktivní ionty prodlužující řetězec v rovnováze s nečinnými kovalentními částicemi, jejichž výměna je mnohem rychlejší než propagace. Při provádění polymerizace v roztoku je třeba přečišťovat monomer a rozpouštědlo, i když jsou požadavky mírnější než u aniontové polymerizace.
Nejčastějšími monomery pro živé kationtové polymerizace jsou enolethery, alfa-methylvinylethery, isobuten, styren, methylstyren a N-vinylkarbazol. Monomery jsou zde nukleofilní a substituenty by měly stabilizovat kladné náboje karbokationtů, například para-methoxystyren je reaktivnější než samotný styren.
Iniciace probíhají v binárních systémech, které může tvořit například alkohol a Lewisova kyselina. Aktivním elektrofilem je poté proton a protiiontem vznikající alkoxid, stabilizovaný Lewisovou kyselinou. Při použití organických octanů, například kumylacetátu, je iniciující částicí karbokation R+ a protiiontem octanový anion. V systému jod/jodovodík působí jako elektrofil proton a karbokation je stabilizován trijodidovým iontem. Polymerizace za přítomnosti chloridu diethylhlinitého využívají stopová množství vody a proton je zachycován protiiontem Et2AlClOH−. U terc-butylchloridu Et2AlCl odštěpuje chloridový anion za vzniku terc-butylového karbokationtu jako elektrofilu. Účinné iniciátory podobné monomerům se nazývají kationogeny. Terminace a přenos řetězce lze omezit tak, že jsou iniciátor i protiion nenukleofilní a nejsou zásadité. Polární rozpouštědla usnadňují disociace iontů a tím zvyšují molární hmotnosti produktů.
Do reakční směsi se běžně přidávají donory elektronů, soli a látky zachycující protony. Donory elektronů, například nukleofily či Lewisovy zásady, jako jsou dimethylsulfid a dimethylsulfoxid, stabilizují karbokationty. Soli, například tetraalkylamonné, zabraňují disociaci iontových párů reaktivních míst, kde dochází k propagaci řetězce; disociace na volné ionty mění polymerizaci na neživou.

## Historie
Rozvoj živých kationtových polymerizací začal v 70. a 80. letech 20. století, kdy šlo o polymerizaci para-methoxystyrenu za přítomnosti jodu nebo acetylperchlorátu, isobutylvinyletheru pomocí jodu  či systému jod/jodovodík a přípravu blokových kopolymerů p-methoxystyrenu s isobutylvinyletherem.
V roce 1982 byl proveden průzkum polymerizací methylstyrenu, za přítomnosti chloridu boritého, a roku 1984 polymerizace isobutenu (pomocí kumylacetátu, 2,4,4-trimethylpentan-2-acetátu a BCl3). Ve stejné době byla objevena vysoce účinná živá polymerizace isobutenu s využitím systému terciárních alkyl- či aryl-methyletherů a BCl3.

## Polymerizace isobutenu
Živé polymerizace isobutenu obvykle probíhají ve směsích více rozpouštědel, složených z nepolárního (například hexanu) a polárního (například chloroformu) rozpouštědla, za teplot pod 0 °C; při použití rozpouštědel s vysokou polaritou ale dochází k rozpouštění vznikajícího polyisobutylenu. Iniciátory mohou být alkoholy, halogenidy a ethery. Jako koiniciátory mohou sloužit chlorid boritý, chlorid cíničitý, nebo organohlinité halogenidy; při použití etherů a alkoholů jsou aktivními iniciátory vznikající chlorované sloučeniny. Tímto postupem lze vytvořit polymery s molekulovými hmotnostmi kolem 160 000 g/mol a indexem polydisperzity 1,02.

## Polymerizace vinyletherů
Vinylethery (CH2=CHOR, R = methyl, ethyl, isobutyl, benzyl) jsou velmi reaktivními vinylovými monomery. Prozkoumány jsou systémy založené na I2/HI a halogenidech zinku, ZnCl2, ZnBr2 a ZnI2.

## Živé kationtové polymerizace s otevíráním kruhu

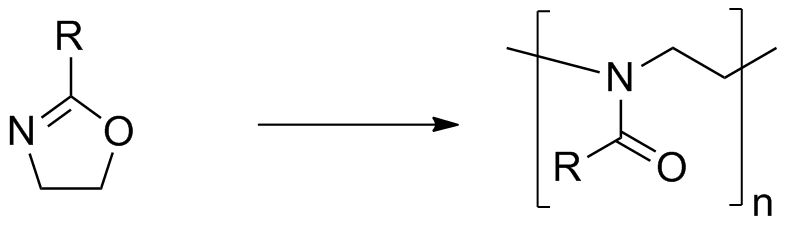
Živá kationtová polymerizace 2‑oxazolinu na poly(2‑oxazolin)

V živých kationtových polymerizacích s otevíráním kruhu je monomerem heterocyklická sloučenina, například epoxid, tetrahydrofuran, oxazolin nebo aziridin. Propagující látkou zde není karbokation, ale oxoniový ion. Živé polymerizace těchto monomerů jsou obtížnější, protože se meziprodukty snadno terminují nukleofilními ataky heteroatomů; vnitromolekulární terminace vytváří cyklické oligomery. Iniciátory bývají silné elektrofily, jako je kyselina trifluormethansulfonová nebo, u bifunkčních polymerů, její anhydrid.